# Joel Grant
Joel Valentino Grant (Acton, 27 de agosto de 1987) é um futebolista profissional inglês que atua como defensor, atualmente defende o Yeovil Town.

## Títulos

### Aldershot Town
- Conference Premier: 2008
- Conference League Cup: 2008

### Jamaica
- Copa do Caribe: 2014